# Villersbronn

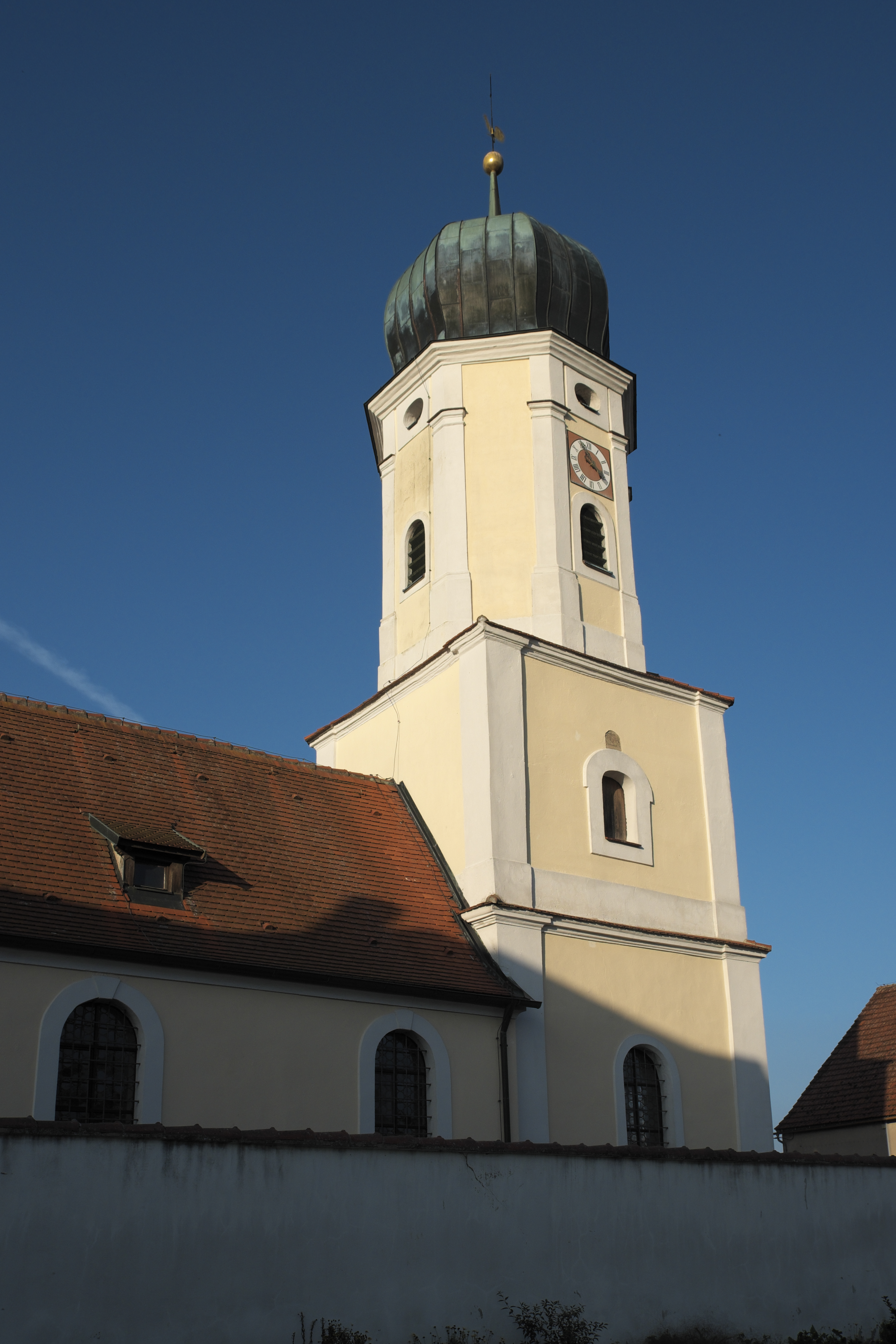
St. Georg

Villersbronn ist ein Gemeindeteil der Gemeinde Wilburgstetten im Landkreis Ansbach (Mittelfranken, Bayern). Villersbronn liegt in der Gemarkung Wilburgstetten.

## Geographie
Das Kirchdorf ist unmittelbar von Acker- und Grünland mit vereinzeltem Baumbestand umgeben. Im Norden wird die Flur Schwarzenerde genannt, im Südosten Fuchsloch und im Süden Reisenfeld. Noch weiter südlich erhebt sich der Eichelberg (505 m ü. NHN). Beim Ort entspringt der Ganswiesbach, ein linker Zufluss der Wörnitz. Eine Gemeindeverbindungsstraße führt zur Staatsstraße 2218 bei Sinbronn (0,7 km nördlich) bzw. zur Bundesstraße 25 beim Walkhof (2,6 km südwestlich). Eine weitere Gemeindeverbindungsstraße führt nach Illenschwang (1,5 km östlich).

## Geschichte
Die Fraisch übte die Reichsstadt Dinkelsbühl aus. Außer Etters war sie strittig zwischen dem ansbachischen Oberamt Wassertrüdingen, dem oettingen-spielbergischen Oberamt Dürrwangen und der Reichsstadt Dinkelsbühl. Die Dorf- und Gemeindeherrschaft hatte die Reichsstadt Dinkelsbühl. Gegen Ende des 18. Jahrhunderts bestand der Ort aus 13 Anwesen. Die Reichsstadt Dinkelsbühl verwaltete die grundherrlichen Ansprüche der katholischen Kirchenpflege (1 Söldengut), der Ratsamtspflege (1 Zweidrittelhof, 1 Drittelhof, 2 Halbhöfe, 2 Güter), der Seelhauspflege (1 Hof), der Siechenpflege (2 Halbhöfe) und des Spitals (3 Güter). Außerdem gab es eine Kirche und ein Gemeindehirtenhaus. Auf den Anwesen saßen 10 Untertansfamilien. Von 1797 bis 1808 unterstand der Ort dem Justiz- und Kammeramt Wassertrüdingen.
1806 kam Villersbronn an das Königreich Bayern. Mit dem Gemeindeedikt entstand 1809 der Steuerdistrikt Villers. Zu diesem gehörten Brennhof, Diederstetten, Hasselbach, Karlsholz, Knittelsbach, Lohmühle, Neustädtlein, Radwang, Sittlingen, Walkmühle, Welchenholz und Winnetten. Zugleich entstand die Ruralgemeinde Villersbronn, die deckungsgleich mit dem Steuerdistrikt war. Mit dem Zweiten Gemeindeedikt (1818) wurde Villersbronn der Ruralgemeinde Illenschwang zugewiesen. Am 30. Juni 1972 wurde diese im Zuge der Gebietsreform in Bayern aufgelöst und Villersbronn nach Wilburgstetten eingegliedert.
Eine frühere Bezeichnung des Orts lautete „Villersbrunn“.

### Baudenkmäler
In Villersbronn gibt es drei Baudenkmäler:
- Haus Nr. 5: Ehemaliges Bauernhaus, erdgeschossiges Wohnstallhaus mit verkleidetem Fachwerkgiebel, 18. Jahrhundert
- Haus Nr. 15: Katholische Filialkirche St. Georg, Chorturmkirche mit Langhaus und angefügter Sakristei, 1412/17, im Kern älter, Chor und Turm mit Zwiebelhaube erneuert 1705/08; Friedhofsmauer, spätmittelalterliche Einfriedung mit Stichbogenpforte und Nischenkapelle, 15. Jahrhundert
- Haus Nr. 19: Ehemaliges Wohnstallhaus, erdgeschossiger verputzter Massivbau aus Naturstein mit steilem Satteldach, 1845, nördlich angefügter Schweinestall von 1926, sowie westlich angefügter Scheune von 1929.

### Einwohnerentwicklung
| Jahr      | 001818 | 001840 | 001861 | 001871 | 001885 | 001900 | 001925 | 001950 | 001961 | 001970 | 001987 | 002005 | 002015 |
| Einwohner | 63     | 99     | 112    | 102    | 97     | 94     | 83     | 131    | 92     | 86     | 87     | *92    | *87    |
| Häuser    | 13     | 20     |        |        | 20     | 20     | 18     | 19     | 20     |        | 20     |        |        |
| Quelle    | [ 15 ] | [ 16 ] | [ 17 ] | [ 18 ] | [ 19 ] | [ 20 ] | [ 21 ] | [ 22 ] | [ 23 ] | [ 24 ] | [ 25 ] | [ 1 ]  | [ 1 ]  |

## Religion
Der Ort ist römisch-katholisch geprägt und bis heute nach St. Margareta (Wilburgstetten) gepfarrt. Die Protestanten sind nach St. Peter (Sinbronn) gepfarrt.